# Harry Harris
Harry Harris (Kansas City, 8 september 1922 - Los Angeles, 19 maart 2009) was een Amerikaans televisieregisseur.
Na studies aan de UCLA werd Harris assistent-regisseur bij Columbia Pictures. Tijdens de Tweede Wereldoorlog diende hij bij de Army Air Forces.
Harris werkte in de jaren '50 voor Desilu, de studio van Lucille Ball en Desi Arnaz. De volgende 5 decennia regisseerde hij honderden televisie-afleveringen, onder meer voor Gunsmoke, Eight is Enough, The Waltons en Falcon Crest. Hij won een Emmy Award voor de regie van een aflevering van Fame en werd twee keer genomineerd voor een Emmy Awards en een Directors Guild of America Award.
- Biblioteca Nacional de España: XX5163896
- Gemeinsame Normdatei: 143928007
- International Standard Name Identifier: 0000 0001 1875 8774
- Library of Congress Control Number: no2010141702
- Nationale Bibliotheek van Polen: a0000002184291
- Nederlandse Thesaurus van Auteursnamen: 073566667
- Istituto Centrale per il Catalogo Unico: DDSV226338
- SNAC: w6235d9c
- Virtual International Authority File: 49430046